# Alexi Grewal
Alexi Grewal (n. 8 septembrie 1960, Aspen⁠(d), Colorado, SUA) este un ciclist de performanță ce a reprezentat Statele Unite ale Americii, medaliat olimpic. A participat la o ediție a Jocurilor Olimpice (1984) în care a câștigat o medalie de aur.

## Participări
Lista de mai jos prezintă principalele competiții la care a participat Alexi Grewal de-a lungul carierei.
- cycling at the 1984 Summer Olympics – men's individual road race[*]